# Carl August von Alvensleben

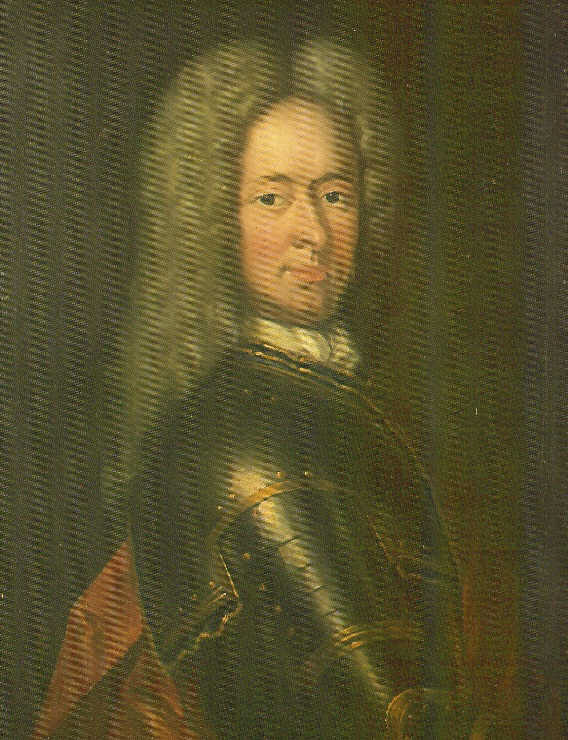
Carl August von Alvensleben

Carl August von Alvensleben, in der familieninternen Zählung Karl August I. von Alvensleben, (* 5. April 1661 in Halle; † 23. Juli 1697 in Helmstedt) war ein braunschweig-lüneburgischer Hofrat und Hofmeister sowie  Domherr zu Magdeburg.

## Leben
Er entstammte der niederdeutschen Adelsfamilie von Alvensleben und war der dritte Sohn des Magdeburger Geheimen Rates Gebhard XXV. von Alvensleben (1618–1681) und der Agnes von Rautenberg (1616–1686) und jüngerer Bruder des späteren Hannoverschen Ministers Johann Friedrich II. von Alvensleben. Schon als Kind galt er als hochbegabt und beherrschte bald fünf Fremdsprachen (Griechisch, Latein, Französisch, Italienisch und Spanisch). Nur seine Englischkenntnisse waren mäßig. Im 17. Lebensjahr besuchte er ab Juli 1677 die Universität Leipzig, wo er u. a. Vorlesungen bei Otto Mencke hörte. Er musste aber sein Studium wegen der Pest 1680 abbrechen. Von September 1682 bis Mai 1684 unternahm er eine Bildungsreise durch die spanischen Niederlande nach Paris. Ende 1684 trat er in den Dienst des Herzogs Ernst August von Hannover (1628–1698), der ihn zwei Jahre später zum Kammerjunker ernannte. Er begleitete als Hofmeister die Prinzen Christian (1671–1703) und Ernst August (1674–1728) von 1686 bis 1689 auf einer Bildungsreise nach Frankreich und Italien. Nach seiner Rückkehr wurde er Hofrat und für diplomatische Missionen eingesetzt, u. a. nach Spanien, wo er bis 1691 blieb. Im gleichen Jahr heiratete er Ehrengard Maria von der Schulenburg, die Schwägerin seines Bruders und Tochter von Alexander von der Schulenburg auf Altenhausen, Beetzendorf und Hohenwarsleben. Die Ehe blieb kinderlos. 1692 nahm er aus gesundheitlichen Gründen seinen Abschied aus dem Hofdienst und zog auf das Gut Neugattersleben, das ihm im Erbvergleich mit seinem Bruder zugefallen war. 1696 übernahm er ein Domherrenamt in Magdeburg und zog dorthin. Er starb ein Jahr später im Alter von 36 Jahren.
Am 18. September 1598 wurde er in der Schlosskirche zu Hundisburg beigesetzt.

## Wissenschaftliche Interessen

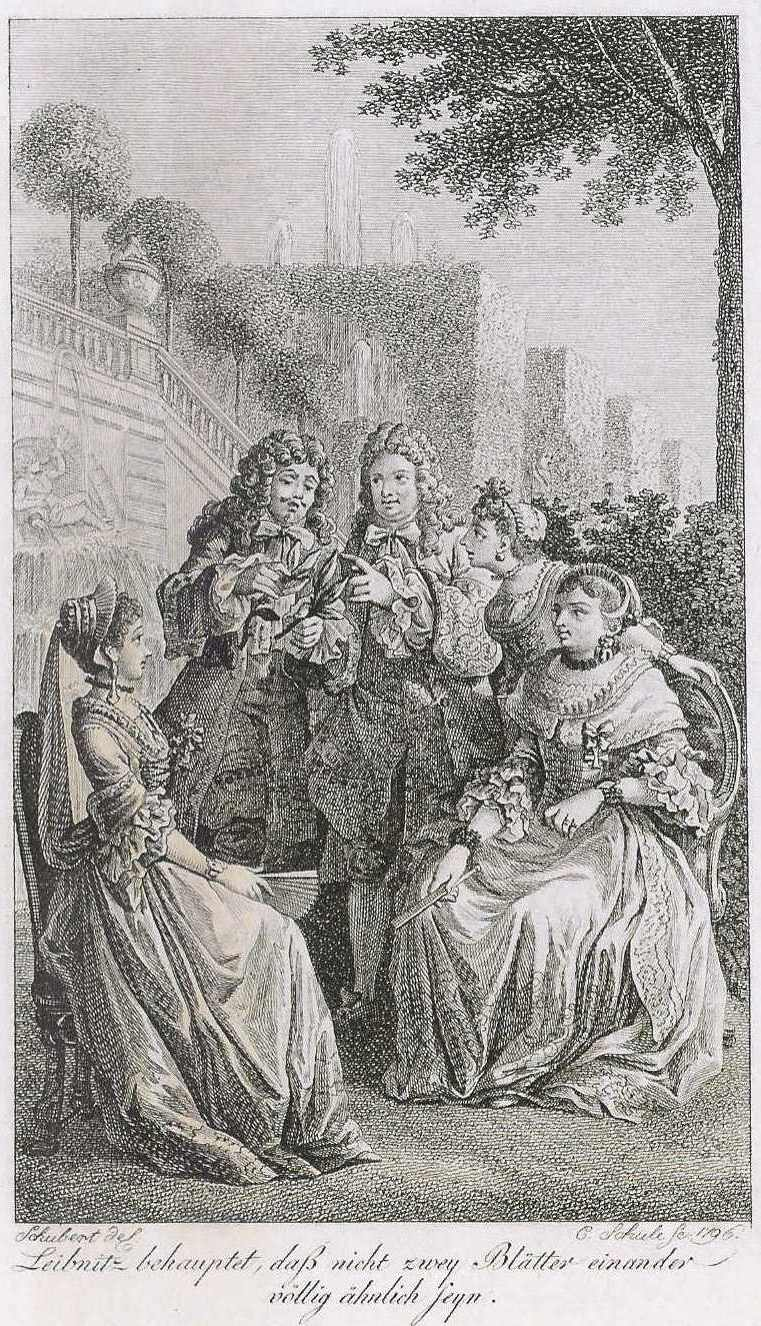
Leibniz mit Herzogin Sophie, Carl August von Alvensleben und zwei Hofdamen im Herrenhäuser Garten. Illustration aus einer 1795 erschienenen Leibniz-Biographie von Johann August Eberhard

Alvensleben hatte vielseitige wissenschaftliche Interessen und benutzte dabei die umfassende Bibliothek seines Vaters. Hierbei stand er von 1685 bis zu seinem frühen Tode 1697 im Austausch mit Leibniz, den er bei seinen historischen Forschungen unterstützte. Berühmt ist eine in der Leibniz-Literatur viel zitierte Szene: 1705 erinnerte Leibniz die Kurfürstin an eine Begebenheit, als er ihr seine Theorie von den einfachen Substanzen erläuterte: „Es gibt … niemals eine völlige Gleichartigkeit im Großen wie im Kleinen. Das hat Eure Kurfürstliche Hoheit genau gewusst, als Sie im Garten von Herrenhausen dem verstorbenen Herrn von Alvensleben sagte, er solle sehen, ob er zwei vollständig gleichartige Blätter fände, und er fand nichts.“ Die Szene ist in der nebenstehenden Illustration abgebildet. Leibniz charakterisierte ihn als „in Bildung und Urteilsfähigkeit gerade unter dem Adel nicht mittelmäßig“. In seiner Leichenpredigt heißt es über ihn: „Er liebte die Studia biß an sein Ende.“